# Gold Mother
Gold Mother è il terzo album in studio del gruppo musicale inglese James, pubblicato nel 1990.

## Tracce
1. Come Home
2. Government Walls
3. God Only Knows
4. You Can't Tell How Much Suffering (On a Face That's Always Smiling)
5. Crescendo
6. How Was It for You?
7. Hang On
8. Walking the Ghost
9. Gold Mother
10. Top of the World

## Formazione
- Tim Booth - voce
- Larry Gott - chitarra
- Jim Glennie - basso
- Saul Davies - chitarra
- Mark Hunter - piano, tastiera
- Andy Diagram - tromba
- Dave Baynton-Power - batteria